# Improvizacija (glazba)
Improvizacija nastaje kada instrumentalist ili pjevač sklada na licu mjesta bez pripreme i bez nota. Glazbenika koji improvizira naziva se improvizator (improvizatorica).

## Dvije vrste improvizacije
Postoje dvije vrste improvizacije:
1. Potpuna – kao autentično djelo glazbenika nastalo u datom trenutku.
2. Djelomična – kada izvođač improvizira na osnovu postojećeg melodijskog i/ili harmonijskog obrasca.

## Povijesni aspekt improvizacije
U povijesti klasične glazbe improvizacija je bila vrlo cijenjena. Mnogobrojni slavni i cijenjeni skladatelji znali su na koncertu odsvirati, odnosno taj čas stvoriti kakvu skladbu. To je publika uvijek željno očekivala i s divljenjem prihvaćala.
Improvizacija se smatra velikom umjetnošću jer je za nju potrebna iznimna muzikalnost te veliki smisao i stvaralačka nadarenost. Izvođač u improvizaciju unosi vlastite ideje koje moraju biti uvijek nove, jednostavne, logične, prirodne, nadahnute, bogate i najvažnije - originalne i, kao takve, jedinstvene.
Osim toga, glazbenik koji improvizira mora poznavati teoriju glazbe i različite glazbene stilove.